# 福住町 (恵庭市)
福住町（ふくずみちょう）は北海道恵庭市の地名。郵便番号は061-1447。人口は1,632人、世帯数は837世帯。

## 地理
福住町の北西側に漁川があり、町内に柏木戸磯通、川沿大通が通っている。

## 歴史

### 沿革
- 1961年（昭和36年）- 大字漁村の一部から福住町に町名変更[4]。
- 1981年（昭和56年）- 福住町1 - 3丁目に地番変更[4]。

### 町名の変遷
町名の変遷は以下の通り。
| 実施内容 | 実施年月日 | 実施前   | 実施後 |
| -------- | ---------- | -------- | ------ |
| 町名変更 | 1961年     | 大字漁村 | 福住町 |

## 人口と世帯数
2023年9月30日現在の人口と世帯数は以下の通り。
| 町・丁      | 人口    | 世帯    |
| ----------- | ------- | ------- |
| 福住町1丁目 | 594人   | 341世帯 |
| 福住町2丁目 | 420人   | 213世帯 |
| 福住町3丁目 | 618人   | 283世帯 |
| 計          | 1,632人 | 837世帯 |

### 人口の変遷
国勢調査による人口数の推移。
| 1995年（平成7年）  | 1,948人 | [ 5 ]  |  |
| 2000年（平成12年） | 1,882人 | [ 6 ]  |  |
| 2005年（平成17年） | 1,824人 | [ 7 ]  |  |
| 2010年（平成22年） | 1,709人 | [ 8 ]  |  |
| 2015年（平成27年） | 1,729人 | [ 9 ]  |  |
| 2020年（令和2年）  | 1,617人 | [ 10 ] |  |

### 世帯数の変遷
国勢調査による世帯数の推移。
| 1995年（平成7年）  | 735世帯 | [ 5 ]  |  |
| 2000年（平成12年） | 742世帯 | [ 6 ]  |  |
| 2005年（平成17年） | 740世帯 | [ 7 ]  |  |
| 2010年（平成22年） | 709世帯 | [ 8 ]  |  |
| 2015年（平成27年） | 734世帯 | [ 9 ]  |  |
| 2020年（令和2年）  | 707世帯 | [ 10 ] |  |

## 小・中学校の通学区
小・中学校の通学区は以下の通り。
| 町・丁 | 街区 | 小学校             | 中学校             |
| ------ | ---- | ------------------ | ------------------ |
| 福住町 | 全域 | 恵庭市立恵庭小学校 | 恵庭市立恵明中学校 |

## 交通

### バス
- えにわコミュニティバス（ecoバス）
  - 「恵庭第一病院」停留所がある[12]。

### 道路
- 都市計画道路
  - 3・4・103 川沿大通[13]
  - 3・4・110 柏木戸磯通[13]

## 施設
文化
- 福住屋内運動広場（福住町1丁目）
- 恵庭市 福住憩の家（福住町1丁目）

教育
- 恵庭市立恵庭小学校（福住町2丁目）

公園・緑地
- やなぎ公園（福住町1丁目）
- なかよし公園（福住町1丁目）
- 漁川河川緑地（福住町1丁目）
- ふくずみ公園（福住町3丁目）

福祉医療
- 恵庭第一病院（福住町1丁目）

産業・商業
- ローソン 恵庭福住町店（福住町2丁目）

集合住宅
- 福住官舎（福住町1丁目）
- 市営住宅福住団地（福住町1丁目）